# 東広野ゴルフ倶楽部
東広野ゴルフ倶楽部（ひがしひろのゴルフくらぶ）は、兵庫県三木市志染町にあるゴルフ場である。

## 概要
東広野ゴルフ倶楽部は、1985年（昭和60年）7月、神戸財界の有志などが集まり、新たなゴルフ場の建設に向けて経営母体「三津田開発株式会社」が設立されたことに始まる。ゴルフ場の建設地は、神戸市中心部からのアクセスも良い三木市志染町地区に決定した。コース設計は、小林佑吉に依頼し、乾豊彦が監修することになった。「東広野ゴルフ倶楽部」の18ホールのゴルフ場の造成工事が着工され、1989年（平成元年）10月14日、コース造成工事が完成し、開場された。
小林佑吉が設計した他のコースは、「三田カントリー27」(1996年（平成8年）開場、2019年（令和元年）閉鎖)、「ジャパンビレッジゴルフ倶楽部」（2000年（平成12年）開場）があり、「洲本ゴルフ倶楽部」（1965年（昭和40年）開場、上田治設計）の改修設計を行った経歴がある。乾豊彦は元乾汽船株式会社の会長で、「廣野ゴルフ倶楽部」の戦後の復興に尽力した。
2008年（平成20年）9月15日、リーマン・ショック後には毎期損失が発生し、資金繰りが悪化した。2009年（平成21年）7月、同業者との競合などで来場者数は落ち込み減収、2012年（平成24年）12月14日、神戸地裁へ民事再生法の適用を申請した。同年12月27日、債権者説明会を開催、自主再建を目指す旨を会員等に説明した。人件費カット等の合理化を進め、従来の経営体制を維持する。2013年（平成25年）8月28日、追加再生計画案を決議する書面投票が行われ賛成多数で可決、神戸地裁から認可決定を受けた。
ゴルフ場は丘陵コースで、自然を生かした手造りの趣があり、攻略ルートを正確になぞる実力のあるプレーヤーには魅力あるコースである。フェアウェイだけではなくグリーン にもアンジュレーションがあり、ゴルフに親しんだ上級ゴルファー向きである。特徴的なのはショートホール4コースで、東広野の顔となっている。
日本の女子プロゴルフメジャー大会の一つであり、日本ゴルフ協会主催競技でもある、日本選手権大会に相当する、日本女子オープンゴルフ選手権競技大会の大会開催の実績がある。

## 所在地
〒673-0515 兵庫県三木市志染町三津田1525-8 

## コース情報
- 開場日 - 1989年10月14日
- 設計者 - 小林 佑吉、乾 豊彦（監修）
- コースタイプ - 丘陵コース
- コース - 18ホールズ、パー72、7,157ヤード、コースレート75.0
- フェアウェー - コウライ
- ラフ - ノシバ
- グリーン - 1グリーン、ベント（ペンクロス）
- ハザード - バンカー78、池が絡むホール12
- ラウンドスタイル - 全組キャディ付、乗用カート使用のラウンド、1組4人が原則、状況によりツーサム可、乗用カート(5人乗り)リモコン式
- 練習場 - 15打席270ヤード
- 休場日 - 毎週月曜日、12月31日、1月1日[6][4]

## ギャラリー
- コース[7]
- ハウス[8]

## 交通アクセス
鉄道（JR西日本）
- 山陽新幹線  - 新神戸駅より タクシー利用約分
- 東海道本線神戸線 - 三宮駅より タクシー利用約分[9]

道路
- 山陽自動車道 - 三木東ICより 5 km[9]

## メジャー選手権
- 1997年（平成9年） - 第30回 日本女子オープンゴルフ選手権競技大会[10]

## 関連文献
- 「作品作風 東広野ゴルフ倶楽部 / 大成建設」『建築と社会 Architecture and society』第71巻第8号、日本建築協会、1990年8月、6-9頁、NDLJP:6056727/8。
- 西澤忠「Good Shot! 週刊ダイヤモンドが選んだ日本のベスト・コース150(44)第31位、東広野ゴルフ倶楽部」『週刊ダイヤモンド Diamond weekly』第91巻第12号、ダイヤモンド社、2003年3月22日、128-129頁、CRID 1521699230349639808、国立国会図書館書誌ID:6477643。
- 「東広野ゴルフ倶楽部」『ゴルフ場ガイド』ゴルフダイジェスト社、2006年5月。ISBN 4-7728-1062-5。